# テルコムSA
座標: 南緯25度44分38秒 東経28度11分10秒 / 南緯25.74389度 東経28.18611度
テルコムSA（テルコムエスエー、英語: Telkom SA, Ltd.）は、南アフリカ共和国ハウテン州ツワネ市都市圏に本社を置く通信会社。通信事業を営む企業である。

## 概要
南アフリカ政府が株式の39％を保有している。

## 歴史
1991年、南アフリカ郵政公社を民営化して設立された。